# 西班牙銀行
西班牙銀行（西班牙語：Banco de España）為西班牙的國家中央銀行。由卡洛斯三世於1782年在馬德里成立，現今為歐洲中央銀行體系的成員。它也為西班牙銀行系統的國家主管機關。

## 外部連結
- （西班牙文） （英文） 官方網站 (in Spanish) (in English)（页面存档备份，存于）